# Нейланд, Кристап Кристапович
Криста́п Криста́пович (Кришьянович) Не́йланд (23 декабря 1898 (4 января 1899), Митава, Курляндская губерния, Российская империя — 2 октября 1960, Рига, Латвийская ССР, СССР) — советский латвийский учёный, инженер-металлург, доктор технических наук (1957), профессор (1957), член-корреспондент Академии наук Латвийской ССР (1958), ректор Рижского политехнического института (1958—1960).

## Биография
Родился семье рабочего-грузчика 23 декабря 1898 года (4 января 1899) в городе Митава (ныне — Елгава), Курляндская губерния, Российская империя.
В 1912 году окончил городское училище, начал работать учеником столяра. В 1915 году, во время первой мировой войны, эвакуировался вместе с родителями в город Псков. В 1918 году добровольно вступил в ряды Красной армии, участник гражданской войны в России.
После демобилизации был направлен Губвоенкоматом на учёбу в Уральский политехнический институт, который окончил в 1929 году, получив диплом по специальности «инженер-металлург».
С 1929 по 1933 год работал инженером-конструктором, затем заведующим механико-монтажными работами на строительстве Магнитогорского металлургического комбината.
В 1933 году начал работать на Магнитогорском металлургическом комбинате, где последовательно был заместителем начальника цеха, начальником лабораторного цеха, начальником мартеновского цеха, начальником мартеновского сектора и заместителем начальника Броневого бюро. Трудился на комбинате до 1945 года. Одновременно преподавал в Магнитогорском горно-металлургическом институте.
Нейланд участвовал в проектировании, строительстве и подготовке к пуску мартеновского цеха на этом комбинате. В 1941 году разработал и внедрил в производство технологии выплавки никельмолибденовой стали с кремнемарганцовистыми добавками. Также внедрил технологию выплавки хромоникельмолибденовой стали в 350-тонной мартеновской печи в 1945 году, это сыграло важную роль в обеспечении броневой сталью для танкостроительной промышленности. С его участием Броневым бюро были разработаны десятки различных марок легированных сталей.
С 1945 года жил и работал в Риге (Латвийская ССР), где был назначен управляющим трестом металлоштамповки. Затем перешёл на работу в Латвийский государственный университет, декан механического факультета.
В 1957 году успешно защитил диссертацию на соискание учёной степени доктора технических наук, в том же году избран профессором. Через год стал первым ректором Рижского политехнического института и членом-корреспондентом Академии наук Латвийской ССР. Написал 44 печатных научных публикаций.
Награждён Орденами Трудового Красного Знамени в 1943, Красной Звезды в 1945 году.
Скончался 2 октября 1960 года в Риге.

## Награды и звания
- Орден Трудового Красного Знамени (1943)[2]
- Орден Красной Звезды (1945)
- Доктор технических наук (1957)
- Профессор (1957)
- Член-корреспондент Академии наук Латвийской ССР